# Ivan Ajvazovskij
Ivan Konstantinovitj Ajvazovskij (ryska: Иван Константинович Айвазовский; armeniska: Հովհաննես Կոստանդինի Այվազովսկի, Hovhannes Kostandini Ajvazovski, ursprungligen förryskning av armeniska Ajvazian), född 29 juli 1817, död 5 maj 1900 var en armenisk-rysk marinmålare. 
År 1833 kom Ajvazovskij som elev till Sankt Petersburgs konstakademi och blev, då den franske målaren Philippe Tanneur anlände dit, dennes lärjunge. Från 1837 gjorde han självständiga studier och ställde samma år flera tavlor, som ådrog sig tsarens uppmärksamhet, varefter denne satte honom i stånd att göra längre studieresor. I Neapel målade han sina första framstående tavlor: Neapolitanska flottan, En natt i Neapel, Virvelvind på Medelhavet framför Neapels molo, Ön Capri med flera, genom vilka han ådagalade en avgjord talang för framställning av det upprörda havet. År 1844 återvände han till Ryssland och målade för tsaren flera utsikter från punkter vid Finska viken. Sedan bosatte han sig år 1845 i Feodosija på Krim och utvecklade en stor produktivitet i marinmålningar. Bland hans verk märks vidare: några sjöstycken ur ryska krigshistorien (i vinterpalatset i Sankt Petersburg), en utsikt från Kertsch från år 1846 och den i Charkov målade stäppen med vagnar, förspända med oxar. Han besökte även Sverige under sin livstid och blev bland annat fotograferad av hovfotograf Selma Jacobsson.

## Eftermäle
Asteroiden 3787 Aivazovskij är uppkallad efter Ivan Ajvazovskij.

## Galleri

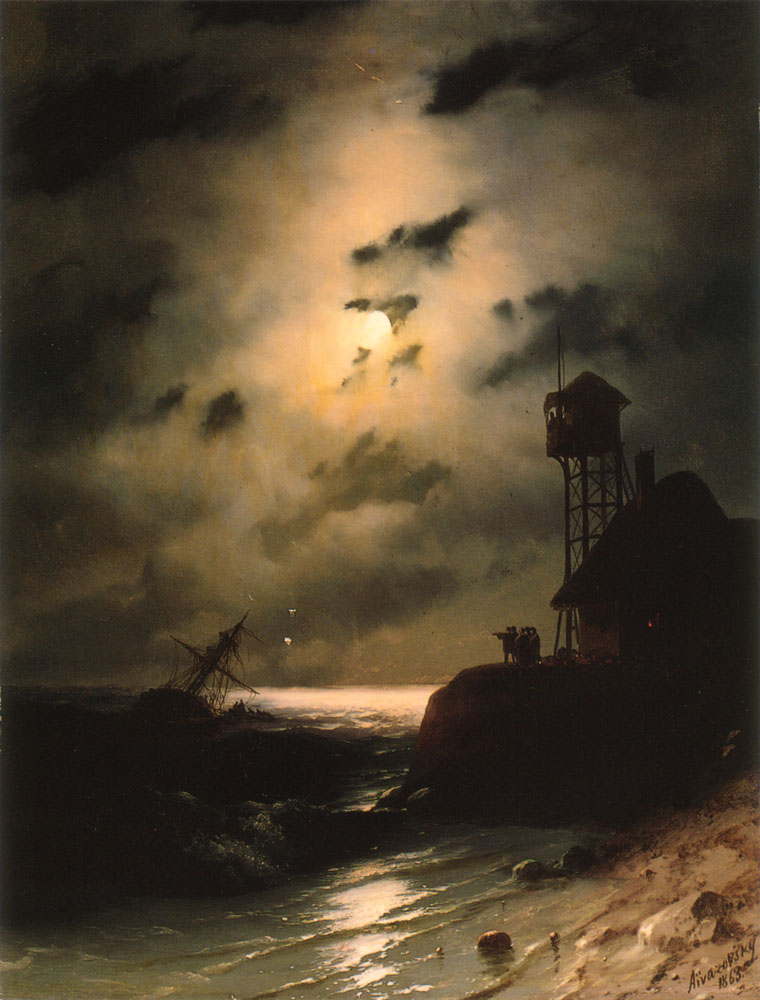
Månupplyst kustlandskap med skeppsvrak
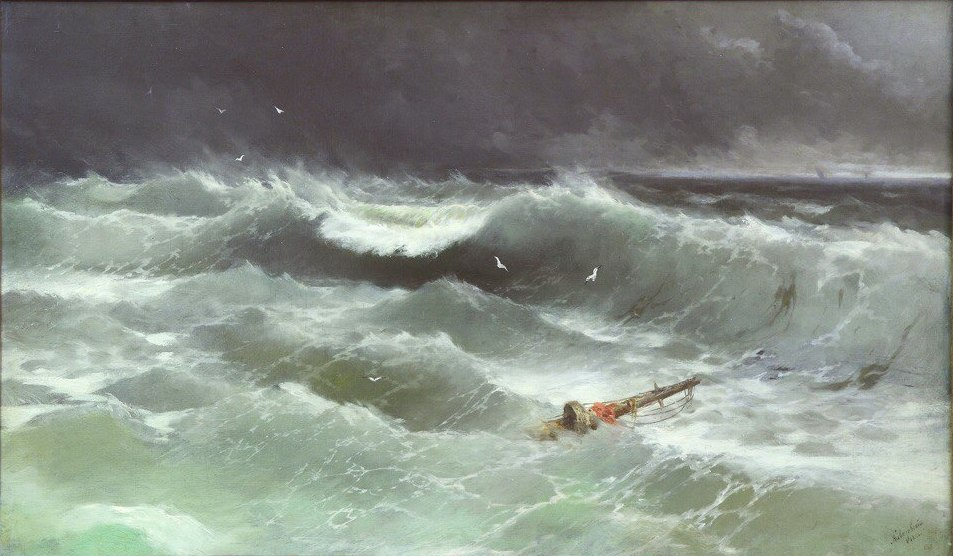
Storm
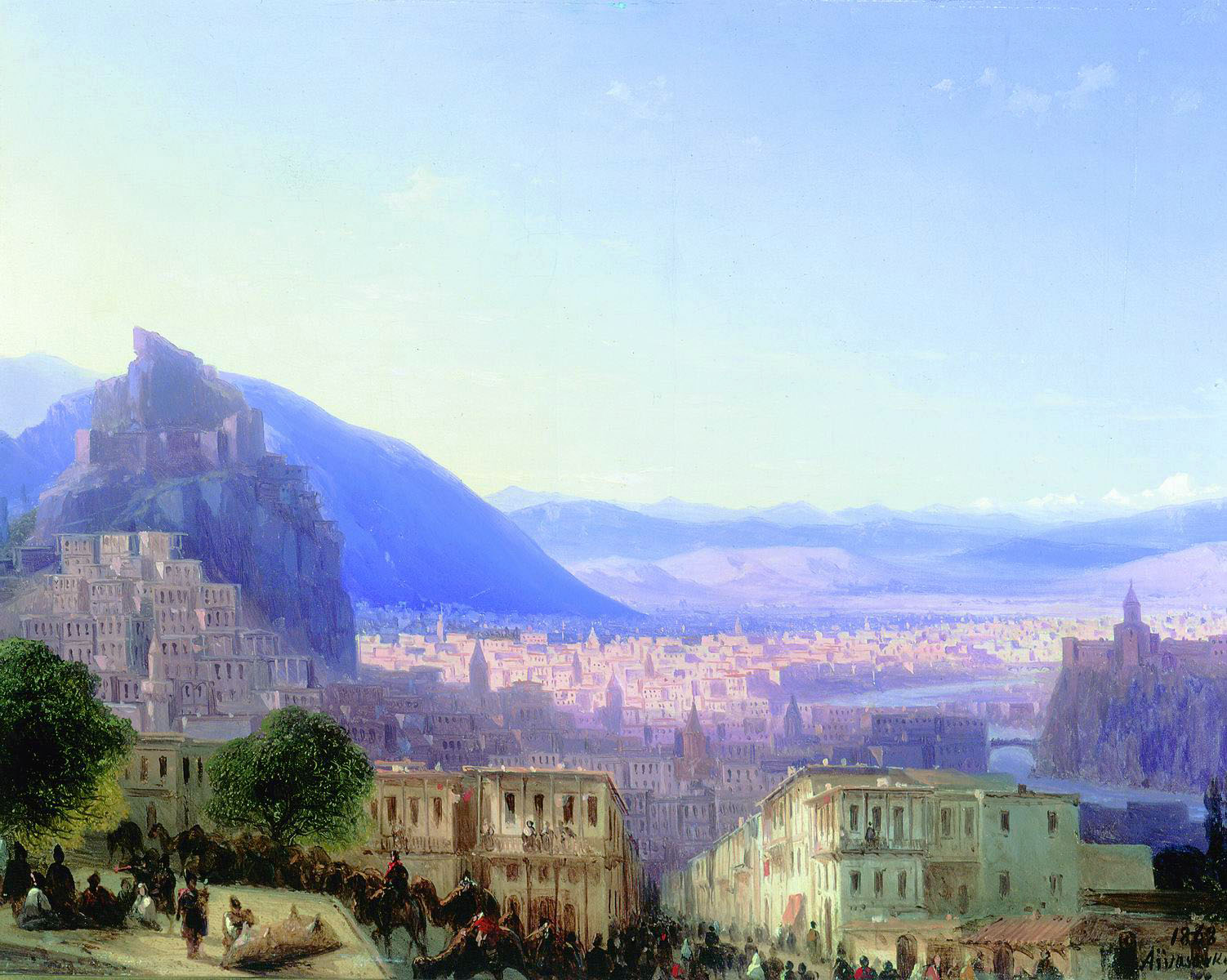
Vy över Tiflis
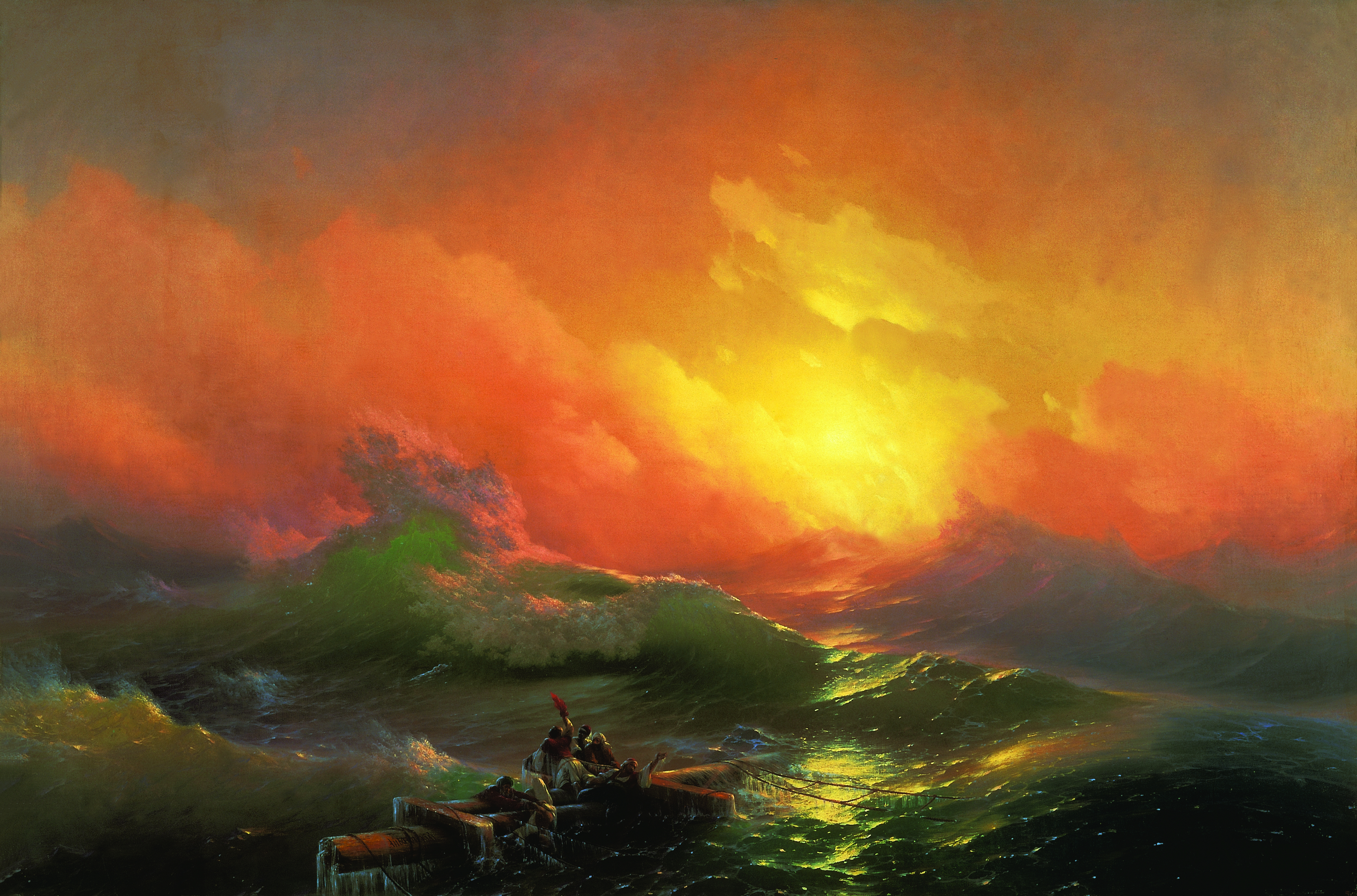
Nionde vågen
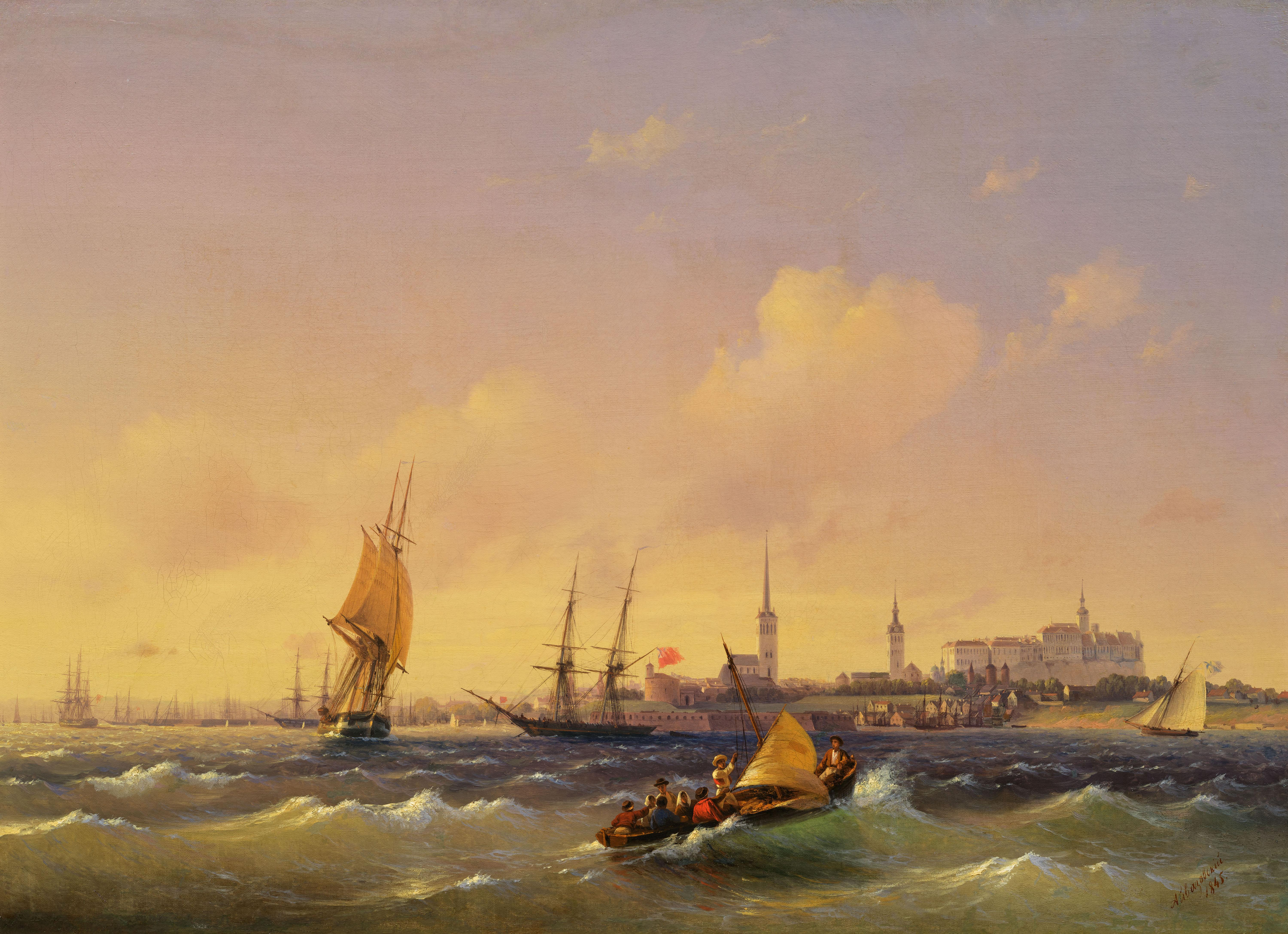
Vy över Reval
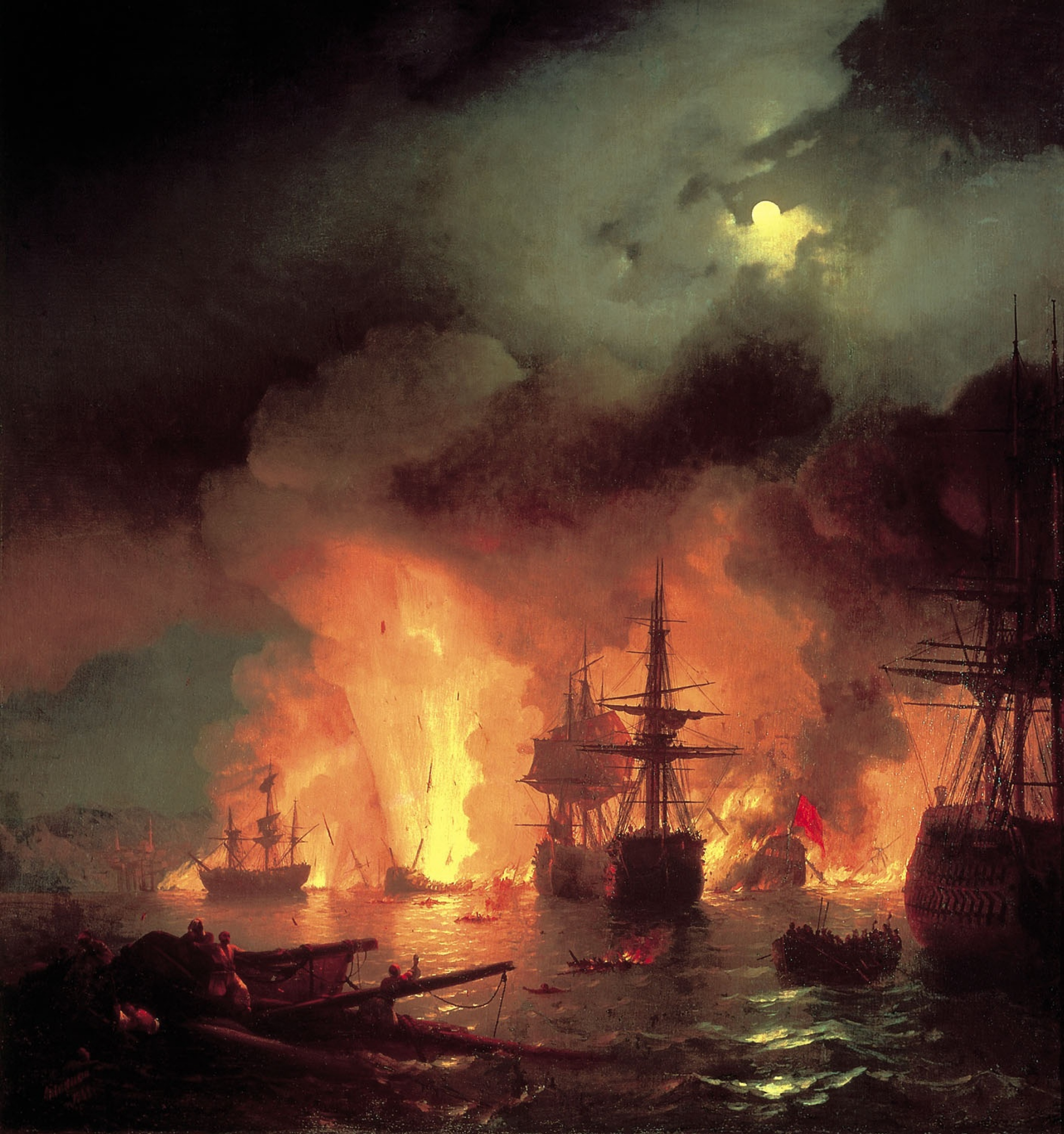
Slaget vid Çeşme